# 유영 (1948년)
유영(1948년 3월 19일~)은 대한민국의 정치인이다. 제9·11대 서울 강서구청장을 지냈다.

## 역대 선거 결과
|  | 23.03% |

|  | 28.64% |

|  | 60.54% |

|  | 29.57% |

|  | 54.08% |

|  | 22.20% |

|  | 28.60% |

|  | 32.27% |

| 서울특별시 강서구청장(관선) 도명정 | 제9대 서울특별시 강서구청장(민선1기) 1995년 7월 1일~1998년 6월 30일 | 후임 노현송 |

| 전임 노현송 | 제11대 서울특별시 강서구청장 2002년 7월 1일~2006년 6월 30일 | 후임 김도현 |